# Чемпионат мира по фехтованию 1973
Чемпионат мира по фехтованию 1973 года проходил с 2 по 12 июля в Гётеборге (Швеция). Среди мужчин соревнования проходили в личном и командном зачёте по фехтованию на саблях, рапирах и шпагах, среди женщин — только первенство на рапирах в личном и командном зачёте.

## Общий медальный зачёт
| Место | Страна  | Золото | Серебро | Бронза | Всего |
| ----- | ------- | ------ | ------- | ------ | ----- |
| 1     | СССР    | 2      | 4       | 2      | 8     |
| 2     | Венгрия | 2      | 2       | 2      | 6     |
| 3     | ФРГ     | 1      | 1       | 0      | 2     |
| 3     | Швеция  | 1      | 1       | 0      | 2     |
| 5     | Италия  | 1      | 0       | 2      | 3     |
| 6     | Франция | 1      | 0       | 0      | 1     |
| 7     | Польша  | 0      | 0       | 1      | 1     |
| 7     | Румыния | 0      | 0       | 1      | 1     |
| Всего | Всего   | 8      | 8       | 8      | 24    |

## Медалисты

### Мужчины
| Дисциплина                  | Золото                                                                                    | Серебро                                                                                             | Бронза                                                                                                   |
| --------------------------- | ----------------------------------------------------------------------------------------- | --------------------------------------------------------------------------------------------------- | --- |
| Шпага Личное первенство     | Рольф Эдлинг                                                                              | Ханс Якобсон                                                                                        | Джон Пецца                                                                                               |
| Шпага Командное первенство  | ФРГ Райнхольд Бер Йоахим Петер Ханс-Юрген Хен Йозеф Цепеши Харальд Хайн                   | Венгрия · Чаба Феньвеши · Дьёзё Кульчар · Шандор Эрдёш · Пал Шмитт · Иштван Острич                  | СССР · Борис Лукомский · Виктор Модзолевский · Сергей Парамонов · Игорь Валетов · Ашот Карагян           |
| Рапира Личное первенство    | Кристиан Ноэль                                                                            | Юрий Чиж                                                                                            | Енё Камути                                                                                               |
| Рапира Командное первенство | СССР · Василий Станкович · Юрий Чиж · Анатолий Котешев · Сергей Исаков · Владимир Денисов | ФРГ Томас Бар Маттиас Бер Харальд Хайн Клаус Райхерт Томас Егер                                     | Польша · Витольд Войда · Марек Домбровский · Лешек Мартевич · Лех Козеёвский · Аркадиуш Годель           |
| Сабля Личное первенство     | Марио Альдо Монтано                                                                       | Виктор Сидяк                                                                                        | Владимир Назлымов                                                                                        |
| Сабля Командное первенство  | Венгрия · Аттила Ковач · Пал Геревич · Петер Марот · Ференц Хамманг · Тамаш Ковач         | СССР · Виктор Кровопусков · Виктор Сидяк · Эдуард Винокуров · Владимир Назлымов · Владимир Павленко | Италия · Марио Альдо Монтано · Роландо Риголи · Микеле Маффей · Чезаре Сальвадори · Марио Туллио Монтано |

### Женщины
| Дисциплина                  | Золото                                                                                         | Серебро                                                                                          | Бронза                                                                                   |
| --------------------------- | ---------------------------------------------------------------------------------------------- | ------------------------------------------------------------------------------------------------ | ---------------------------------------------------------------------------------------- |
| Рапира Личное первенство    | Валентина Никонова                                                                             | Ильдико Шварценбергер                                                                            | Ильдико Рейтё                                                                            |
| Рапира Командное первенство | Венгрия · Ильдико Рейтё · Ильдико Шварценбергер · Ильдико Бобиш · Мария Сольноки · Магда Марош | СССР · Зоя Деражинская · Елена Белова · Ольга Князева · Валентина Никонова · Валентина Бурочкина | Румыния · Ана Паску · Экатерина Шталь · Сузана Арделяну · Магдалена Бартош · Иляна Дюлай |